# 金斯波因特 (紐約州)
金斯波因特（英語：Kings Point）是位於美國紐約州拿騷縣的村。

## 人口
根據2020年美國人口普查的數據，金斯波因特的面積為10.37平方千米，當中陸地面積為8.70平方千米，而水域面積為1.67平方千米。當地共有人口5619人，而人口密度為每平方千米542人。